# 2-Arachidonylglycérol
Le 2-arachidonylglycérol (2-AG) est un monoglycéride. C'est un cannabinoïde endogène, agoniste des récepteurs de cannabinoïdes de type 1 et de type 2. Il s'agit d'un ester entre le glycérol et l'acide arachidonique, un acide gras oméga-6 en C20. Il est présent à concentration assez élevée dans le système nerveux central et peut être décelé dans le lait de vache ainsi que dans le lait maternel humain. Sa présence dépend de l'activité de deux enzymes, la phospholipase C (PLC) et la diacylglycérol lipase (DAGL). Sa biosynthèse dérive de diglycérides contenant de l'acide arachidonique.

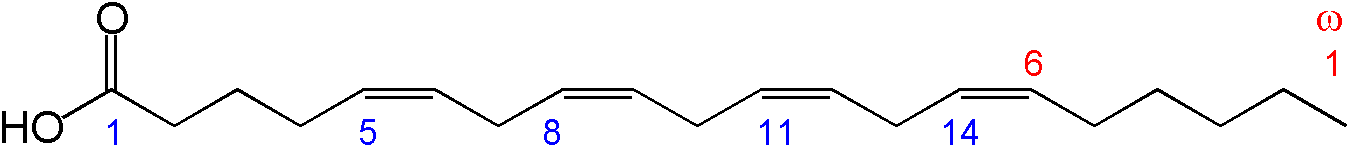
Acide arachidonique.